# Kettlebell

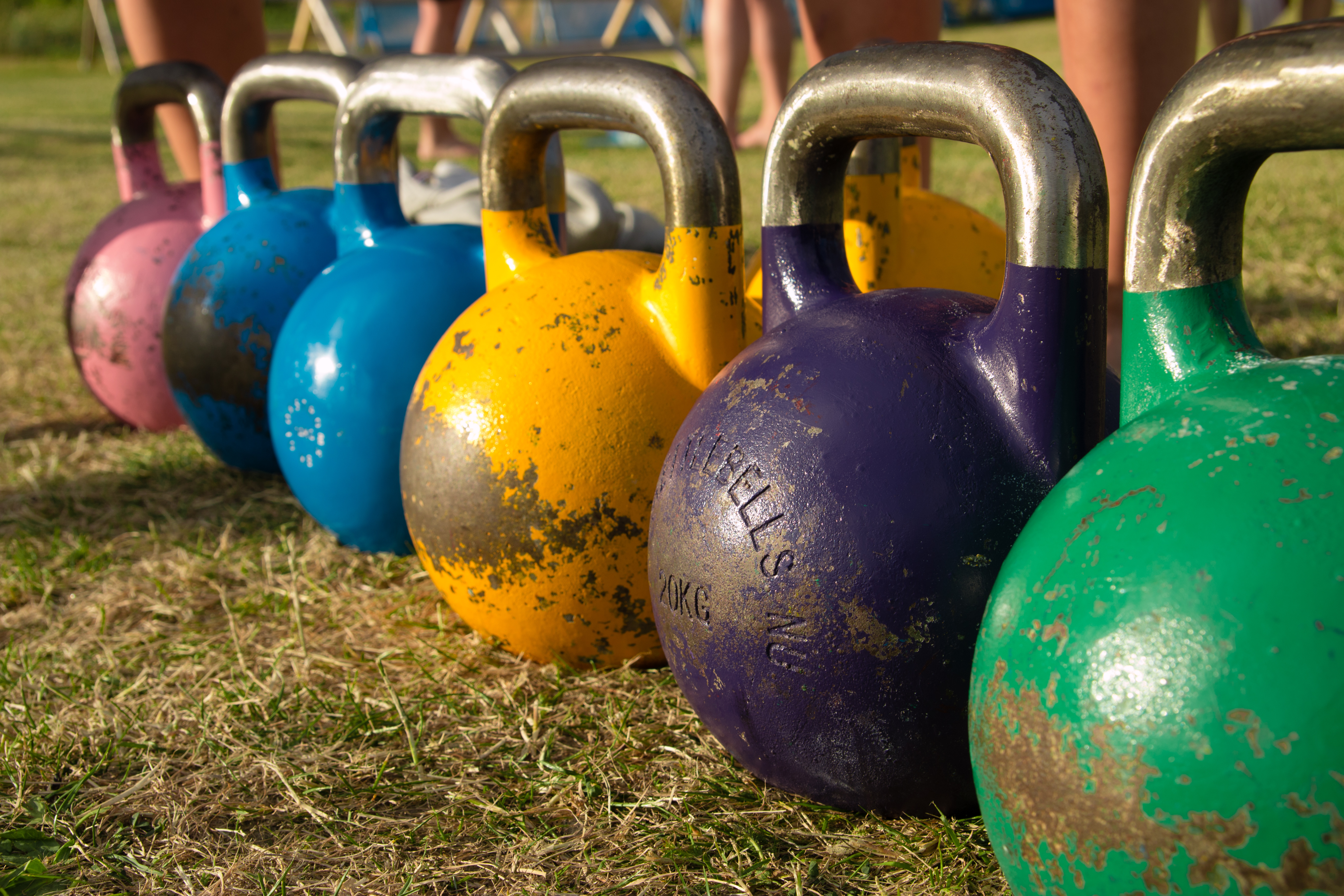
Tävlingskettlebells, med vikter från 8 till 24 kilo. Tävlingskettlebells är färgkodade som följer:
8kg - rosa
12kg - blå
med på bilden: 14kg - också blå, men är ingen officiell tävlingsvikt
16kg - gul
20kg - lila
24kg - grön
28kg - orange
32kg - röd
36kg - grå
40kg - vit
44kg - silver
48kg - guld

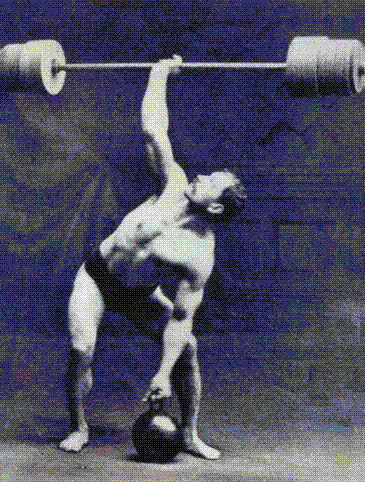
En skivstång i luften och en kettlebell på marken.

Kettlebell eller girja (ryska: гиря) är en traditionell rysk vikt av gjutjärn eller stål som liknar en kanonkula med ett handtag. Kettlebellen har vunnit i popularitet som träningsredskap främst tack vare styrketränings- och flexibilitetstränaren Pavel Tsatsouline och även genom världsmästaren och världsrekordinnehavaren Valery Fedorenko. Många företag marknadsför egna varumärken av kettlebells och kettlebellträningsprogram. Vissa moderna kettlebellmodeller har justerbara vikter. Kettlebellträning har som målsättning att träna styrka, uthållighet/kondition, balanssinne, koordination, snabbhet och reflexer. Träningen utmanar både det muskulära och det kardiovaskulära systemet med dynamiska helkroppsövningar. Kettlebellträning var vanligt som kompletterande träning bland Sovjets idrottsmän.
Kettlebellyftning har erkänts som tävlingsform och utövats runt om i världen i flera årtionden, och dess tävlingsmoment kallas två kettlebell stöt och en kettlebell ryck. De genomförs under tio minuter vardera. Den tävlande som har flest antal godkända repetitioner vinner.
På gym brukar "kettelbellswing" ingå som övning i träningspass.
I Sverige anordnas tävlingar i samarbete med bland annat IKSFA - International Kettlebell Sport & Fitness Academy.